# 托马·厄尔托
托马·厄尔托（法語：Thomas Heurtaux，法語發音：[tɔmɑ œʁto]，1988年7月3日—）是一位法國足球運動員。在場上的位置是後衛。他現在效力於意大利足球甲級聯賽球隊烏迪內斯足球俱樂部。